# مرسدس-بنز کلاس-سی (دبلیو۲۰۴)
مرسدس-بنز سی-کلاس (انگلیسی: Mercedes-Benz C-Class) خودروی موتور جلو-محور عقب و چهار چرخ متحرک است، که در فاصله سالهای ۲۰۰۷ تا ۲۰۱۴ توسط مرسدس-بنز تولید و توسط شرکت دایملر آ گ عرضه شده‌است.